# Tiraque (província)
Tiraque é uma província da Bolívia localizada no departamento de Cochabamba, sua capital é a cidade de Tiraque.